# Ти та я назавжди
«Ти та я назавжди» (англ. You & Me Forever) — данська драма 2013 р. сценариста і режисера Каспара Мунка, про взаємовідносини двох шістнадцятирічних найкращих подруг (Крістіни та Лаури). До їх школи перевели нову дівчину Марію, котра розриває дружні зв'язки між дівчатами. Лаура зачарована способом життя та харизмою Марії та все далі віддаляється від Крістіни

## Нагороди
- 2012 Премія «Боділ» (головна кінопремія Данії) Фредерікке Даль Хансен[en] за найліпшу жіночу роль другого плану
- 2013 Robert Award (Данія) у номінації найліпший родинний фільм